# 埃希尚
埃希尚（法語：Échichens）是瑞士联邦西部法语区的沃州下设的一个市镇。在行政上属于莫尔日区管辖。埃希尚的总面积为13.30平方公里。截至2010年底，总人口为1,030。

## 历史
2011年7月1日，市镇埃希尚与科隆比耶、莫纳、圣萨福兰合并为新的埃希尚市镇，其面积也从2.58平方公里扩大至13.30平方公里。

## 地理
埃希尚位于莱芒湖西北，莫尔日河经过西南一段边界。